# Río Iñaque
Río Iñaque är ett vattendrag i Chile.   Det ligger i regionen Región de Los Ríos, i den södra delen av landet, 700 km söder om huvudstaden Santiago de Chile.
I omgivningen kring Río Iñaque växer i huvudsak städsegrön lövskog. Området är glesbefolkat, med 10 invånare per kvadratkilometer.